# Lupen

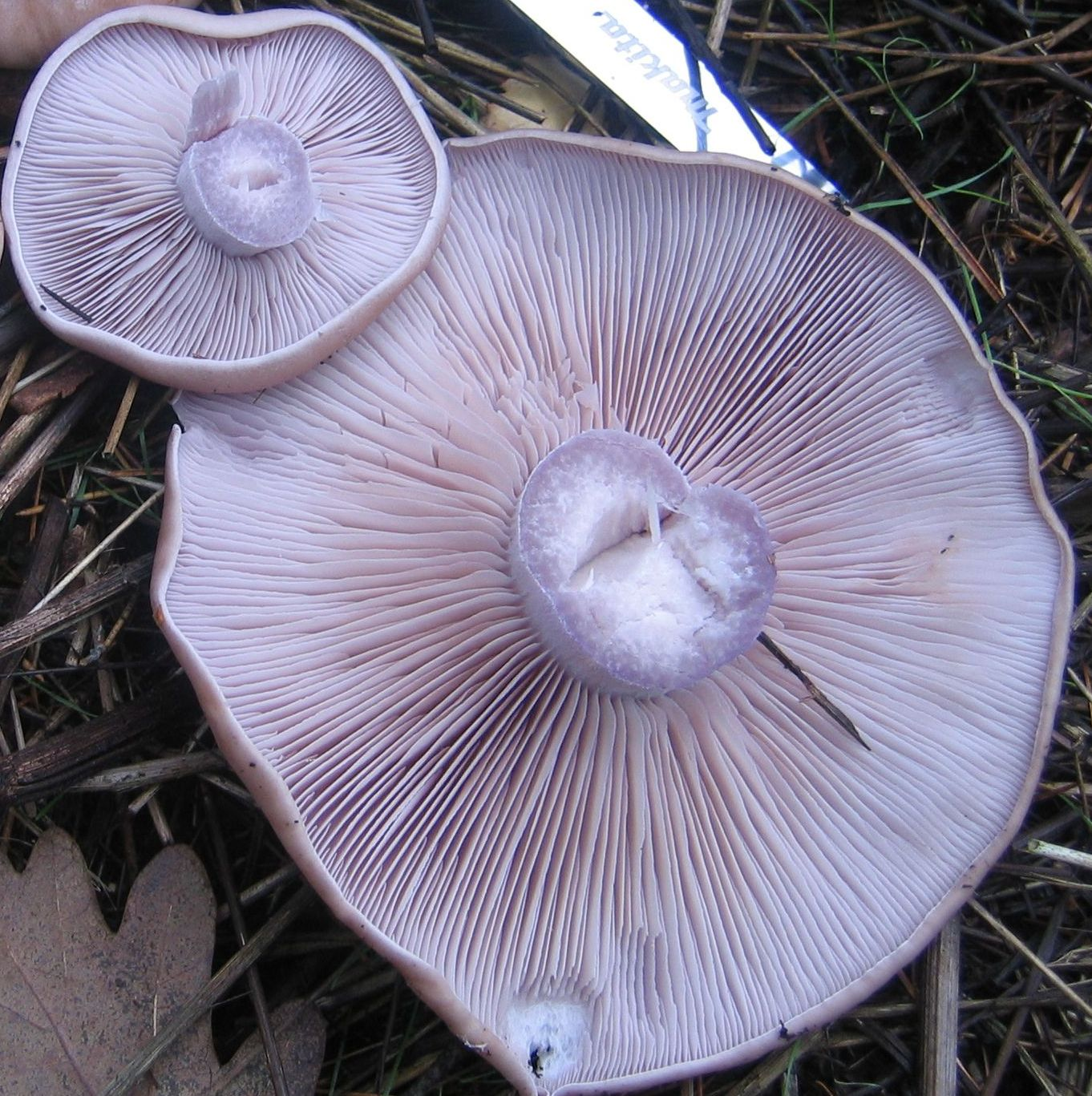
Lupeny čirůvky fialové

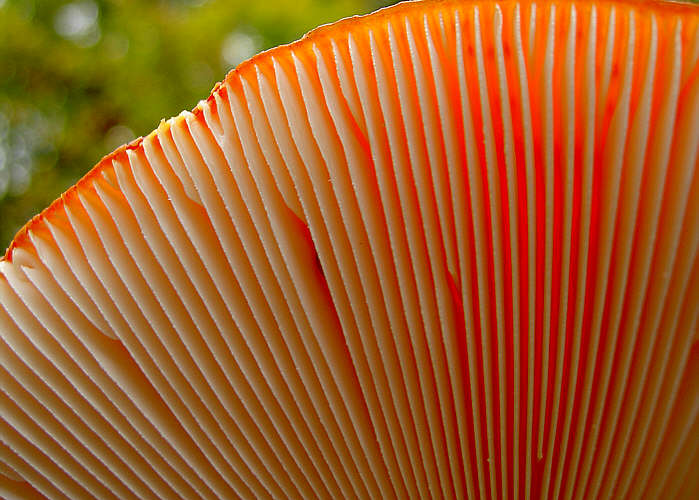
Lupeny muchomůrky červené (Amanita muscaria)

Lupen neboli lamela je žebrovitý útvar (typ hymenoforu) na spodní straně klobouků hub, který tvoří radiální tkáň. Nese výtrusné rouško, hymenium.
Lupeny jsou typickým a důležitým rozpoznávacím znakem lupenatých hub, a to jak druhů, tak rodů. Lupeny mohou být řídké či husté; vysoké či úzké; pružné či křehké; lámavé, tvrdé nebo měkké. Rozlišuje se několik druhů ostří lupenů: celistvé, vroubkované, zoubkované, vločkaté atp. Další důležitým rozpoznávacím znakem je připojení lupenů k třeni, které je pro některé druhy hub charakteristické. Následující tabulka zobrazuje klasické typy připojení hub ke třeni:

Typy připojení lupenů ke třeni
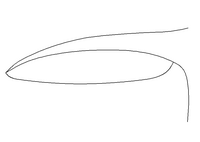
Odsedlé
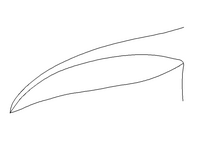
Volné
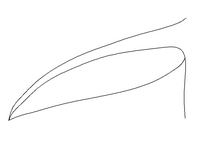
Polovolné
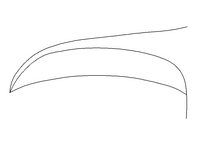
Široce připojené
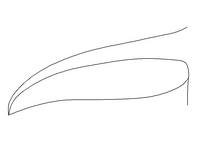
Zaobleně připojené
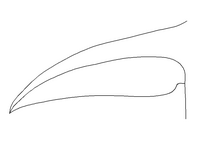
Vykrojené
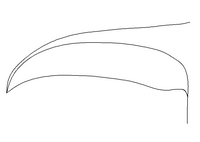
Vykrojené a zoubkem sbíhající
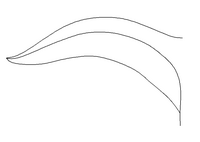
Krátce sbíhavé
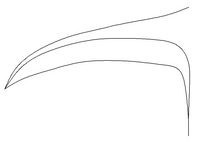
Dlouze sbíhavé

K lupenatým houbám patří mnoho jedlých i jedovatých hub. Nejznámějšími jsou např. pečárky, bedly, holubinky, ryzce a muchomůrky.
Jiné houby namísto lupenů mají na spodku klobouku hymenium uspořádané do rourek, jako například hřibovité houby.